# Zełwągi (gromada)
Zełwągi (od 1 I 1960 Mikołajki) – dawna gromada, czyli najmniejsza jednostka podziału terytorialnego Polskiej Rzeczypospolitej Ludowej w latach 1954–1972.
Gromady, z gromadzkimi radami narodowymi (GRN) jako organami władzy najniższego stopnia na wsi, funkcjonowały od reformy reorganizującej administrację wiejską przeprowadzonej jesienią 1954 do momentu ich zniesienia z dniem 1 stycznia 1973, tym samym wypierając organizację gminną w latach 1954–1972.
Gromadę Zełwągi z siedzibą GRN w Zełwągach utworzono – jako jedną z 8759 gromad na obszarze Polski – w powiecie mrągowskim w woj. olsztyńskim na mocy uchwały nr 18 WRN w Olsztynie z dnia 4 października 1954. W skład jednostki weszły obszary dotychczasowych gromad Lubiewo, Prawdowo, Sady i Zełwągi ze zniesionej gminy Baranowo w tymże powiecie. Dla gromady ustalono 11 członków gromadzkiej rady narodowej.
1 stycznia 1960 do gromady Zełwągi włączono wieś Tałty z gromady Woźnice w tymże powiecie, po czym gromadę Łęgajny zniesiono przez przeniesienie siedziby GRN z Łęgajn do miasta Mikołajek i zmianę nazwy jednostki na gromada Mikołajki.